# 深水埗社區陣線
深水埗社區陣線（簡稱：深社陣），前称深水埗社區關注組。是於2019年成立的香港民主派地區組織，以深水埗區為主要服務地區。深水埗社區關注組由一些深水埗居民因反修例運動而啟發，創立此組織，目標是促使民主派奪取深水埗區議會控制權。深水埗社區關注組於成立後，於2019年香港區議會選舉取得一個議席。
2020年5月，石硤尾區議員冼錦豪與富昌區議員黃傑朗曾於網上直播宣佈，深水埗社區關注組與長沙灣西社區陣線合併，更名為深水埗社區陣線。

## 歷史
適逢社運行進，當時任職酒吧經理的林倩同在LIHKG討論區注意到全港滿佈只有建制派參選的區域後，便在臉書向民協及反自動當選運動協調並告知投入地區工作的意願，並不排斥參選的可能性。在確定沒有其他民主派政黨或人士沒有計劃派員在南昌中落區後，林倩同及冼錦豪決定發起新社區組織「深水埗社區關注組」，分別在南昌中和石硤尾兩個艱困選區展開社區服務。
2019年8月7日，深水埗社區關注組成員林倩同及冼錦豪聯同屬荃灣區的劉肇軒、謝旻澤、屬葵青區的王天仁、蔡雅文、屬沙田區的楊思健及廖栢康共八個當時正考慮參選區議會者向港鐵請願及遞交公開信。他們指，連串發生在港鐵站衝突令人擔心乘港鐵時的安全，要求港鐵透過車站的閉路電視片交代真相，解釋為何港鐵在7月21日及27日於元朗站發生的衝突中未有適時處理及保護乘客，以及香港警務處在7月27日於該站內使用胡椒噴霧時，為何未有安排列車疏散市民，並促請港鐵誠實地檢討事件，向傷者、公眾及受影響的港鐵員工公開道歉。他們也同時要求港鐵為前線員工提供清晰指引以確保未來不會有同樣的失當處理，及在沒有證據證明乘客違法時保證不會向任何機構提供乘客的交通紀錄及個人資料。
在2019年香港區議會選舉中，參選南昌中的林倩同原取得1,501票，初步點票中以1票之差擊敗爭取連任的民建聯劉佩玉，惟劉佩玉一方要求重新點票，覆核問題選票後，最終以102票之差落敗。而參選石硤尾的冼錦豪以10票之差險勝陳國偉，令陳連任失敗，西九新動力選後表示，選舉期間陳國偉石硤尾邨辦事處及毗鄰的梁美芬立法會議員辦事處多次受到破壞，而周邊範圍亦有抹黑宣傳，選舉在不公平情況下進行，將會提出選舉呈請。
2020年5月至6月期間，抗爭派張崑陽與民主派地區組織深水埗社區陣線的深水埗區議員黃傑朗、冼錦豪在富昌邨外設反對國安法街站；呼籲市民抵制中華人民共和國香港特別行政區維護國家安全法及令示威在全港十八區得以繼續進行。 
2021年5月，香港立法會通過修例要求區議員宣誓效忠特區政府及擁護基本法。同年7月8日，黃傑朗及冼錦豪因應政府當局落實要求有關區議員宣誓安排，以及二人亦曾經在2020年香港立法會選舉民主派初選期間，借出他們的區議員辦事處作為票站及為張崑陽在九龍西選區拉票，觸犯負面清單；因此怕被追討上任以來的薪酬及津貼而辭去區議員職務，結束二人在深水埗區議會及其所屬選區超過歷時1年半的任期。

## 區議員
現時深水埗社區陣線共有0個區議會議席，議員包括：
| 區議會 | 選區號碼 | 選區 | 議員 | 任期 | 參考資料 |
| ------ | -------- | ---- | ---- | ---- | -------- |

## 區議會選舉
以下為深水埗社區關注組在歷屆區議會選舉的選舉結果。 
| 選舉 | 民選得票 | 民選議席 | 委任議席 | 當然議席 | 議席    | +/- | 參考資料 |
| 2019 | 4,773    | 2        | 不適用   | 0        | 2 / 479 | 2 ▲ | [ 7 ]    |